# Авентикум

Авентикум (Aventicum) e главен град на римския Civitas Helvetiorum в Средна Швейцария и политически, религиозен и икономически център на хелветите.
Основан е през 15-13 пр.н.е. на 445 м височина в долината на р. Broye, южно от езерото Lac de Morat. Намира се до римския военен път за Виндониса и Аугуста Раурика. Основан е на мястото на келтския опидум и e наречен на Авентия, изворната богиня на хелветите и се е намирал в провинцията Галия Белгика.
През 70 г. император Веспасиан прекарва тук вероятно своето детство. В Авентикум баща му Тит Флавий Сабин е работил като данъчен служител.
През 89 г. Авентикум е в провинция Горна Германия и претърпява голямо строителство като акведукт и др. През 1-3 век има около 20 000 жители и строи крепостни стени. На неговото място днес се намира град Avenches (в кантон Во).